# حمله به هیئت اعزامی چینی
حمله به هیئت اعزامی چینی (انگلیسی: Attack on a China Mission) فیلمی در ژانر صامت به کارگردانی جیمز ویلیامسون است که در سال ۱۹۰۰ منتشر شد.